# 音乐同构
在数学中，特別是黎曼幾何跟微分流形的理論裡，音乐同构（ 或典范同构 ）是指（伪）黎曼流形 M 的切丛 TM 与余切丛 {\displaystyle T^{*}M}  之间的同构，这个同构由黎曼度量给出。不過一般地，只要流形的切丛上有一个处处非退化的双线性形式（比如辛流形上的辛形式）便可定义这样的同构。在帶有內積（或更一般的，非退化的雙線性形式）的有限維向量空間 {\textstyle V}，這些同構自然給出了 {\displaystyle V} 和其對偶空間 {\displaystyle V^{*}} 之間的同構，在這種情況一般稱這些映射為典範同構（canonical isomorphosm）。
這些運算在流形上的張量場理論裡也称为指标的上升和下降。

## 正式定义
黎曼流形 M 的黎曼度量 {\displaystyle g=\sum _{ij}g_{ij}dx^{i}\otimes dx^{j}} 是一个二階的对称、正定张量场 {\displaystyle g\in {\mathcal {T}}_{2}^{0}(M)}。在任意一点 x∈M，黎曼度量會誘導出一個映射 {\displaystyle {\widehat {g}}_{x}}
{\displaystyle {\widehat {g}}_{x}:T_{x}M\longrightarrow T_{x}^{*}M}
這映射給了點 {\displaystyle x}的切空間跟餘切空间之间的一个线性同构，对任何切向量 Xx 属于 TxM，定義
{\displaystyle {\widehat {g}}_{x}(X_{x})=\langle X_{x},\cdot \rangle \in T_{x}^{*}M\ ,}
其中符號 {\displaystyle \langle \,,\rangle } 代表 流形上的黎曼度量。这意味着，
{\displaystyle {\widehat {g}}_{x}(X_{x})(Y_{x})=\langle X_{x},Y_{x}\rangle \ .}
这些线性映射的集合定义了一个丛同构
{\displaystyle {\widehat {g}}:TM\longrightarrow T^{*}M\ ,}
这是一个特别的微分同胚，在每个切空间上為線性映射。在截面的层次上即是切向量场到余切向量场的同构。在一个局部坐标 {\displaystyle (U,x)}下，设度量矩阵为 {\displaystyle (g_{ij})}，逆矩阵为 {\displaystyle (g^{ij})}，向量場{\displaystyle X=\alpha ^{i}{\frac {\partial }{\partial x^{i}}}}　。则这个同构會將{\displaystyle X}映射到
{\displaystyle {\widehat {g}}:\alpha ^{i}{\frac {\partial }{\partial x^{i}}}\mapsto \alpha ^{i}g_{ij}d\,x^{j}\ .}
这里使用了爱因斯坦求和约定。
以上同构称为降号音乐同构（flat）用符號{\displaystyle ^{\flat }}表示，例如以上的函數{\displaystyle {\widehat {g}}}可表示成：{\displaystyle (\sum _{i}\alpha ^{i}{\frac {\partial }{\partial x^{i}}})^{\flat }=\sum _{ij}\alpha ^{i}g_{ij}d\,x^{j}}；而其逆運算称为升号（sharp）用符號{\displaystyle ^{\sharp }}表示：降号下降指标，升号上升指标，(Gallot, Hullin & Lafontaine 2004，第75頁)。升号用局部坐标表示为：
{\displaystyle {\widehat {g}}^{-1}:\xi =\alpha _{i}d\,x^{i}\mapsto \alpha _{i}g^{ij}{\frac {\partial }{\partial x^{j}}}\ .}
这两个同构的核心是 g 为处处非退化的双线性形式，任何一个非退化的双线性形式都可给出类似的同构，对伪黎曼流形、辛流形也有类似的同构。在辛几何中，这个同构非常重要，哈密顿向量场便是由这个同构导出的。

## 名称由来
同构 {\displaystyle {\widehat {g}}} 与其逆 {\displaystyle {\widehat {g}}^{-1}} 称为“音乐同构”是因为是因为常常用兩種音樂符號 {\displaystyle \flat ,\sharp }來代替這些同構，比如 {\displaystyle {\widehat {g}}(X)} 會寫成 {\displaystyle X^{\flat }}，{\displaystyle {\widehat {g}}^{-1}(\omega )} 會寫成 {\displaystyle \omega ^{\sharp }}，它们將指标向下、向上移动。例如，流形上的向量場 {\displaystyle \textstyle X=\sum _{i}X^{i}{\frac {\partial }{\partial x^{i}}}} 經過 {\displaystyle \flat } 映射會變成餘向量場：
{\displaystyle (\sum _{i}X^{i}{\frac {\partial }{\partial x^{i}}})^{\flat }=\sum _{ij}g_{ij}X^{i}dx^{j}:=\sum _{j}X_{j}dx^{j}\ ,}
這裡{\displaystyle \flat }將{\displaystyle \sum _{i}X^{i}{\frac {\partial }{\partial x^{i}}}}映射到{\displaystyle \sum _{j}X_{j}dx^{j}}，係數的指標從上到下，所以這運算用降號符號{\displaystyle \flat }表示。
而餘向量 {\displaystyle \omega =\sum _{i}\omega _{i}dx^{i}}，經過 {\displaystyle \sharp } 運算會變成向量
{\displaystyle (\sum _{i}\omega _{i}dx^{i})^{\sharp }=\sum _{ij}g^{ij}\omega _{i}{\frac {\partial }{\partial x^{j}}}\ ,}
所以指标向下、向上移动好似符号降号（{\displaystyle \flat }）与升号（{\displaystyle \sharp }）下降与上升一个半音的音高(Gallot, Hullin & Lafontaine 2004，第75頁)。

## 梯度、散度与旋度
音乐同构可以用来定义 {\displaystyle \mathbb {R} ^{3}} 上无坐标形式的梯度、散度与旋度：
{\displaystyle {\begin{aligned}\nabla f&=\left({\mathbf {d} }f\right)^{\sharp }\\\nabla \cdot F&=\star {\mathbf {d} }\star (F^{\flat })\\\nabla \times F&=\left[\star {\mathbf {d} }(F^{\flat })\right]^{\sharp }\end{aligned}}}
这里 {\displaystyle f,F} 分別是 {\displaystyle \mathbb {R} ^{3}} 裡的函數跟向量場，{\displaystyle \star } 是霍奇星号算子(Marsden & Raţiu 1999，第135頁)。不难验证这与通常坐标形式的定义是一致的。第一个等式对更一般的黎曼流形上的光滑函数也成立。而在辛流形上，第一个等式便定义了以 f 为哈密顿量的哈密顿向量场。
此外，值得指出的是可用音乐同构和霍奇星号算子把叉积与外积联系起来，设 v 与 w 是 {\displaystyle \mathbb {R} ^{3}} 中向量场，容易证明
{\displaystyle \mathbf {v} \times \mathbf {w} =\left[\star \left(\mathbf {v} ^{\flat }\wedge \mathbf {w} ^{\flat }\right)\right]^{\sharp }.}